# Midgård (Tolkien)
 For alternative betydninger, se Midgård. (Se også artikler, som begynder med Midgård)
Navnet "Midgård" bliver brugt i den danske oversættelse af trilogien Ringenes Herre af J.R.R. Tolkien. I den engelske udgave hedder det "Middle-earth". Da J.R.R. Tolkien havde en stor kærlighed til nordisk mytologi, genbrugte han navnet i sin egen fortælling om Ringen.
Handlingen i Silmarillion foregår i et område, der dengang var den vestligste del af Midgård, men denne del ender med at synke i havet efter den store krig i slutningen af 1. alder, hvor Melkor bliver besejret. Hobitten og Ringenes Herre foregår i det område, der herefter, i 3. alder, er det vestligste af Midgård. Det omfatter områderne Eriador hvor bl.a. hobbitternes land ligger, Rohan, Gondor og Mordor. I Hobitten foregår en del af handlingen i Rhovanion.

## Midgård i andre medier
Tolkiens Middle-Earth (Midgård) er også brugt andre steder end til Tolkiens fortællinger.

### Spil
Mange spil, herunder brætspil, bordrollespil og computerspil, foregår i Midgård.
Bordrollespil i Midgård:
- Middle-earth Role Playing (MERP), udgivet af Iron Crown Enterprises (1984)
- Lord of the Rings Adventure Game, udgivet af Iron Crown Enterprises (1991)
- The Lord of the Rings Roleplaying Game, udgivet af Decipher, Inc. (2002)
- The One Ring: Adventures over the Edge of the Wild, udgivet af Cubicle 7 (2011)
- Adventures in Middle-earth, Udgivet af Cubicle 7 (2016). Kompatibelt med Dungeons & Dragons (5th edition).

Videospil i Midgård:
- Elendor (1991)
- MUME (1992)
- The Two Towers (1994)
- The Lord of the Rings Online: Shadows of Angmar (2007)
- The Lord of the Rings: The Third Age (2004)
- The Lord of the Rings: Tactics (2005)
- The Lord of the Rings: War in the North (2011)
- Middle-earth: Shadow of Mordor (2014)
- Middle-earth: Shadow of War (2017)